# توفيق بن بريك
توفيق بن بريك هو صحافي تونسي ولد في 1961 في الجريصة بولاية الكاف بتونس.
درس بكلية الحقوق بتونس غير أنه انقطع عن الدراسة. أصبح صحافيا عام 1988، التحق بجريدة لابراس سوار المسائية (La Presse soir) الحكومية، ولكنه ما لبث أن أطرد منها بسبب ملف حول حرية التعبير في تونس. أصبح منذ 1991 يتعامل مع صحف ووكالات أنباء أجنبية من بينها ليبراسيون (Libération) الفرنسية، كما أنه مراسل جريدة لاكروا الفرنسية (La Croix) ووكالتين أوربيتين للأنباء سيفيا (Syfia) وأنفوسيد (Infosud).
- أضرب عن الطعام بين 3 أفريل و15 ماي 2000. احتجاجا على سحب جواز سفره ومنعه من السفر والمضايقات التي يتعرض لها وأفراد أسرته، وذلك بعد اتهامه ب«نشر أخبار زائفة» و«ثلب مؤسسة قامة» بسبب مقالين نشرهما في سويسرا عن حالة الحريات في تونس.
- تولدت عن إضرابه حركة تضأمنية كبيرة في أوساط المعارضة التونسية وفي المغرب والجزائر. وكذا في فرنسا من قبل جمعيات مثل مراسلون بلا حدود، وفي الأوساط الرسمية الفرنسية. انتهت حركته الإضرابية بالسماح له بالسفر فقصد فرنسا. في نوفمبر 2009 حكم عليه بالسجن لمدة 6 أشهر بعد ادانته بتهمة التهجم على امرأة في مكان عام، وهو ما نفاه مؤكدا أن القضية ملفقة.[1] ورغم تجند عدة منظمات حقوقية لصالحه، لم يفرج عنه إلا في 27 أفريل 2010 بعد انتهاء محكوميته.[2]

## الحياة الشخصية
هو مصاب بمتلازمة كوشينغ.

## مؤلفاته
- مجموعة مقالات صدرت له في 29 ماي 2000 بفرنسا تحت عنوان:

Une si douce dictature, chroniques tunisiennes, 1990-2000.
توفرت لتوفيق بن بريك فرصة إنشاء جريدة بعد الثورة التونسية سنة 2011، وقد أصدرها بعنوان «ضد السلطة» تحت يافطة -18 نظرا لاستعمالها المعجم العامي بكل بذائته وبرائته. وقد اتميز مرة أخرى بأخذ موقع المعارض حين أفرزت انتخابات أكتوبر 2011 فوز النهضة. ويعتبر صديقه الرئيس منصف المرزوقي أحد أهم التيمات التي يتناولها بالسخرية.
- كلب بن كلب 2013
- كوازاكي